# Granges-sur-Aube
Granges-sur-Aube és un municipi francès, situat al departament del Marne i a la regió del Gran Est. L'any 2007 tenia 162 habitants.

## Demografia

### Població
El 2007 la població de fet de Granges-sur-Aube era de 162 persones. Hi havia 71 famílies, de les quals 21 eren unipersonals (13 homes vivint sols i 8 dones vivint soles), 21 parelles sense fills, 25 parelles amb fills i 4 famílies monoparentals amb fills.
La població ha evolucionat segons el següent gràfic:
Habitants censats

### Habitatges
El 2007 hi havia 91 habitatges, 72 eren l'habitatge principal de la família, 14 eren segones residències i 6 estaven desocupats. 90 eren cases i 1 era un apartament. Dels 72 habitatges principals, 60 estaven ocupats pels seus propietaris, 8 estaven llogats i ocupats pels llogaters i 3 estaven cedits a títol gratuït; 2 tenien dues cambres, 15 en tenien tres, 23 en tenien quatre i 32 en tenien cinc o més. 63 habitatges disposaven pel capbaix d'una plaça de pàrquing. A 35 habitatges hi havia un automòbil i a 28 n'hi havia dos o més.

### Piràmide de població
La piràmide de població per edats i sexe el 2009 era:
| Homes | Edats   | Dones |
| ----- | ------- | ----- |
| 0     | 95 o +  | 0     |
| 0     | 90 a 94 | 0     |
| 8     | 85 a 89 | 4     |
| 0     | 80 a 84 | 4     |
| 4     | 75 a 79 | 4     |
| 8     | 70 a 74 | 4     |
| 8     | 65 a 69 | 8     |
| 0     | 60 a 64 | 0     |
| 4     | 55 a 59 | 0     |
| 0     | 50 a 54 | 4     |
| 0     | 45 a 49 | 0     |
| 0     | 40 a 44 | 0     |
| 8     | 35 a 39 | 4     |
| 8     | 30 a 34 | 4     |
| 8     | 25 a 29 | 4     |
| 8     | 20 a 24 | 4     |
| 0     | 15 a 19 | 0     |
| 0     | 10 a 14 | 4     |
| 4     | 5 a 9   | 0     |
| 4     | 0 a 4   | 8     |

## Economia
El 2007 la població en edat de treballar era de 101 persones, 76 eren actives i 25 eren inactives. De les 76 persones actives 67 estaven ocupades (41 homes i 26 dones) i 8 estaven aturades (4 homes i 4 dones). De les 25 persones inactives 8 estaven jubilades, 2 estaven estudiant i 15 estaven classificades com a «altres inactius».

### Ingressos
El 2009 a Granges-sur-Aube hi havia 73 unitats fiscals que integraven 165 persones, la mediana anual d'ingressos fiscals per persona era de 18.799 €.

### Activitats econòmiques
Dels 3 establiments que hi havia el 2007, 1 era d'una empresa alimentària i 2 d'empreses de comerç i reparació d'automòbils.
L'únic establiment comercial que hi havia el 2009 era una fleca.
L'any 2000 a Granges-sur-Aube hi havia 11 explotacions agrícoles que ocupaven un total de 630 hectàrees.

## Poblacions més properes
El següent diagrama mostra les poblacions més properes.